# Біцина-Унгурень
Біцина-Унгурень, Біцина-Унгурені (рум. Bițina-Ungureni) — село у повіті Яломіца в Румунії. Входить до складу комуни Мовіліца.
Село розташоване на відстані 35 км на північний схід від Бухареста, 70 км на захід від Слобозії, 135 км на південний схід від Брашова.

## Населення
За даними перепису населення 2002 року у селі проживали 116 осіб.
Національний склад населення села:
| Національність | Кількість осіб | Відсоток |
| -------------- | -------------- | -------- |
| румуни         | 103            | 88,8%    |
| цигани         | 13             | 11,2%    |

Рідною мовою назвали:
| Мова      | Кількість осіб | Відсоток |
| --------- | -------------- | -------- |
| румунська | 103            | 88,8%    |
| циганська | 13             | 11,2%    |